# Reggae
Reggae er en rytmisk musikgenre udviklet i Jamaica sidst i 1960'erne primært fra ska og rocksteady. 
Reggae rummer roots reggae, dub og dancehall, som begyndte i 1970'erne. Musikken karakteriseres rytmisk ved et underbetonet ét-slag og kraftig betonede to- og fire-slag. Ofte er der i Reggae en slag/markering på mellemslagene som fx 1 og 2 og 3. Reggae er ofte tæt forbundet med rastafarireligionen, men reggae  handler om andet end Jah. Det kan f.eks. være imod penge.

## Oprindelse
Reggaes oprindelse er bl.a. i traditionel afrikansk musik, caribisk musik og amerikansk rhythm and blues
Reggaens største navn er Bob Marley, men andre kendte reggae-musikere er Sean Paul, Barrington Levy, Prince Buster, Buju Banton, Burning Spear, Mad Professor, Shabba Ranks, Ras Michael, Shaggy og Peter Tosh. 
Af danske navne kan Tredie Tilstand, Bass and Trouble, Slo Down og Bliglad nævnes, ligesom Natasja, Lil' Kaka, Gnags, Tøsedrengene, Blunt, Bikstok Røgsystem og Von Dü i høj grad er inspireret af reggae.